# Bathyspinula
Bathyspinula är ett släkte av musslor. Bathyspinula ingår i familjen tandmusslor.
Kladogram enligt Catalogue of Life:
| Bathyspinula | \| \| Bathyspinula calcar \| \| \| \| \| \| Bathyspinula kermadecensis \| \| \| \| \| \| Bathyspinula tasmanica \| \| \| \| |
|              | \| \| Bathyspinula calcar \| \| \| \| \| \| Bathyspinula kermadecensis \| \| \| \| \| \| Bathyspinula tasmanica \| \| \| \| |
|              | Jupiteria |
|              | |
|              | Ledella |
|              | |
|              | Nuculana |
|              | |
|              | Poroleda |
|              | |
|              | Saccella |
|              | |
|              | Spinula |
|              | |
|              | Thestyleda |
|              | |
|              | Tindaria |
|              | |
|              | Bathyspinula calcar |
|              | |
|              | Bathyspinula kermadecensis                                                                                                  |
|              | |
|              | Bathyspinula tasmanica |
|              | |

|  | Bathyspinula calcar        |
|  |                            |
|  | Bathyspinula kermadecensis |
|  |                            |
|  | Bathyspinula tasmanica     |
|  |                            |